# Liste der Kreisstraßen im Hochsauerlandkreis
Die Liste der Kreisstraßen im Hochsauerlandkreis ist eine Auflistung der Kreisstraßen im Hochsauerlandkreis, Nordrhein-Westfalen.

## Abkürzungen
- K: Kreisstraße
- L: Landesstraße

## Liste
Die Kreisstraßen behalten die ihnen zugewiesene Nummer innerhalb von Nordrhein-Westfalen auch bei einem Wechsel in einen anderen Kreis oder in eine kreisfreie Stadt. Nicht vorhandene bzw. nicht nachgewiesene Kreisstraßen werden in Kursivdruck gekennzeichnet, ebenso Straßen und Straßenabschnitte, die unabhängig vom Grund (Herabstufung zu einer Gemeindestraße oder Höherstufung) keine Kreisstraßen mehr sind.
Der Straßenverlauf wird in der Regel von Nord nach Süd und von West nach Ost angegeben.
| Nr.  | Verlauf |
| ---- | --- |
| K 1  | Oelinghausen – L 682 – K 26 – Kirchlinde – L 544 – – Estinghausen – Hövel – L 544 – Wettmarsen – K 26 in Albringen                                                                                     |
| K 2  | in Müschede – L 735 |
| K 3  | L 537 in Holzen – L 682 |
| K 4  | im Ohl – Bachum |
| K 5  | L 519 in Sundern – Settmecke – L 886 – Seidfeld – L 686 in Amecke |
| K 6  | L 519 in Röhre bei Sundern – Selschede – L 686 – Westenfeld – K 7 – K 24 – L 839 in Altenhellefeld |
| K 7  | K 6 – Weninghausen – K 24 in Linnepe |
| K 8  | Niedereimer – in Breitenbruch |
| K 9  | L 687 in Lenscheid – Wildewiese |
| K 10 | in Müschede – L 735 in Wennigloh |
| K 11 | L 840 in Berge – L 839 – Grevenstein – K 24 in Meinkenbracht |
| K 12 | L 686 in Erlenbruch – L 840 in Visbeck |
| K 13 | L 735 in Oeventrop – L 541 in Freienohl |
| K 15 | in Altenbüren – Olsberg – Bigge – Gevelinghausen – K 16 – Ostwig – in Alfert |
| K 16 | L 776 in Heringhausen – K 15 – Wiggeringhausen – K 44 – K 46 – Elpe – L 740 in Altenfeld |
| K 17 | in Schmallenberg – Grafschaft – Almert – in Oberkirchen |
| K 18 | L 640 in Inderlenne – Nordenau – Altastenberg – K 75 – L 640 |
| K 19 | L 776 in Rimberg – Osterwald – Bödefeld – L 740 – Lanfert – Obervalme – Untervalme – L 776 in Ramsbeck                                                                                                 |
| K 20 | L 519 in Niedersalwey – L 880 – Kückelheim – Niedermarpe – Obermarpe – Cobbenrode – – Henninghausen – Niederlandenbeck – K 21 – Menkhausen – K 32 – Dorlar – Nierentrop – Altenilpe – in Bad Fredeburg |
| K 21 | in Bremscheid – Hengsbeck – K 20 in Niederlandenbeck |
| K 22 | (K 22 im Kreis Soest) – Kreisgrenze – Stockey – Voßwinkel – L 732 |
| K 23 | L 519 – Kreisgrenze – (K 23 im Kreis Olpe) |
| K 24 | L 839 – K 6 – Linnepe – K 7 – Meinkenbracht – K 11 – L 519 – Brenschede – Kloster Brunnen – Röhrenspring – Kreisgrenze – (K 24 im Kreis Olpe)                                                          |
| K 25 | in Heiminghausen – Berghausen – K 32 – K 36 – K 31 – Wormbach – Werpe – L 737 – Harbecke – |
| K 26 | (K 26 im Märkischen Kreis) – Kreisgrenze – K 1 – Albringen – L 682 – K 1 – Ainkhausen – L 544 |
| K 27 | L 686 – Kreisgrenze – (K 27 im Märkischen Kreis) |
| K 28 | (K 28 im Märkischen Kreis) – Kreisgrenze – Bruchhausen bei Amecke – L 686 – L 687 |
| K 29 | L 682 in Retringen – Kreisgrenze – (K 29 im Märkischen Kreis) |
| K 31 | L 737 in Felbecke – K 25 – Wormbach – L 737 in Schmallenberg |
| K 32 | in Frielinghausen – Lochtrop – Grimminghausen – K 20 – Menkhausen – Niederberndorf – K 35 – Oberberndorf – K 37 – K 25 in Berghausen                                                                   |
| K 33 | L 842 in Endorf – Endorferhütte |
| K 34 | (K 34 im Märkischen Kreis) – Kreisgrenze – L 687 – Langscheid – L 687 – L 519 in Hachen |
| K 35 | K 32 in Niederberndorf – Arpe – Kückelheim – L 737 |
| K 36 | K 25 – Ebbinghof – in Bad Fredeburg |
| K 37 | K 32 in Oberberndorf – K 31 in Felbecke |
| K 38 | L 914 – Sögtrop – Kirchrarbach – Hanxleden – Föckinghausen – Oberrarbach – L 914 |
| K 39 | (K 39 im Kreis Siegen-Wittgenstein) – Kreisgrenze – nicht befahrbar |
| K 40 | L 541 in Wenholthausen – K 41 – Büemke – L 914 |
| K 41 | K 40 in Wenholthausen – Oesterberge – L 914 – Schüren – |
| K 42 | in Fleckenberg – Jagdhaus – Kreisgrenze – K 42 im Kreis Siegen-Wittgenstein |
| K 43 | L 740 in Löttmaringhausen – Heggen – Beringhausen – L 915 in Löllinghausen |
| K 44 | L 915 in Nierbachtal – Halbeswig – Berlar – K 46 – Ramsbeck – L 776 – Andreasberg – K 71 – Haardt – K 16 in Wiggeringhausen                                                                            |
| K 45 | in Meschede – Eversberg – L 743 in Wehrstapel |
| K 46 | K 44 in Ramsbeck – L 776 – K 71 – Heinrichsdorf – K 72 – Elpe – K 16 – L 742 in Brunskappel |
| K 47 | L 742 in Wulmeringhausen – Assinghausen – Bruchhausen – L 743 in Elleringhausen |
| K 48 | K 46 in Elpe – L 740 in Siedlinghausen |
| K 49 | L 872 in Grönebach – |
| K 50 | in Winterberg – Elkeringhausen – L 740 |
| K 51 | L 854 in Oberschledorn – Landesgrenze – (K 60 im Landkreis Waldeck-Frankenberg, Hessen) |
| K 52 | in Hoheleye – L 721 |
| K 53 | L 872 in Referinghausen – Düdinghausen – L 854 – Landesgrenze – (K 18 im Landkreis Waldeck-Frankenberg, Hessen)                                                                                        |
| K 54 | L 717 in Hallenberg – Braunshausen – K 76 – Landesgrenze – (K 48 im Landkreis Waldeck-Frankenberg, Hessen)                                                                                             |
| K 55 | L 717 – K 46 – Landesgrenze – (K 126 im Landkreis Waldeck-Frankenberg, Hessen) |
| K 56 | L 740 – Glindfeld – Medelon – L 617 – Dreislar – K 76 – L 617 in Hesborn |
| K 57 | – Scharfenberg – K 59 – Rixen – in Altenbüren |
| K 58 | in Alme – Nehden – K 59 – K 60 – Thülen – – K 61 |
| K 59 | K 57 in Scharfenberg – Brilon – – K 58 in Nehden |
| K 60 | L 637 – Radlinghausen – K 58 – Thülen – |
| K 61 | – Rösenbeck – K 58 – L 670 in Messinghausen |
| K 63 | (K 88 im Landkreis Waldeck-Frankenberg, Hessen) – Landesgrenze – Giershagen – L 870 – Borntosten – K 64 – L 549                                                                                        |
| K 64 | K 63 in Borntosten – Landesgrenze – (K 76 im Landkreis Waldeck-Frankenberg, Hessen) |
| K 65 | in Marsberg – K 74 – L 549 – Heddinghausen – L 549 |
| K 66 | (K 81 im Landkreis Waldeck-Frankenberg, Hessen) – Landesgrenze – Udorf – L 870 in Canstein |
| K 67 | L 549 in Marsberg – Erlinghausen – Landesgrenze – (K 89 im Landkreis Waldeck-Frankenberg, Hessen) |
| K 68 | L 549 in Marsberg – Landesgrenze – (K 84 im Landkreis Waldeck-Frankenberg, Hessen) |
| K 69 | L 549 in Essentho – L 636 – Meerhof – Kreisgrenze – (K 69 im Kreis Paderborn) |
| K 70 | – Landesgrenze – (L 91 im Landkreis Waldeck-Frankenberg, Hessen) |
| K 71 | K 44 in Andreasberg – Wasserfall – K 72 – K 46 |
| K 72 | K 71 in Wasserfall – K 46 in Heinrichsdorf |
| K 73 | in Cobbenrode – L 737 |
| K 74 | K 65 in Marsberg – L 549 in Giershagen |
| K 75 | L 742 – K 18 in Altastenberg |
| K 76 | (K 48 im Landkreis Waldeck-Frankenberg, Hessen) – Landesgrenze – Dreislar – K 56 – Braunshausen – K 54 – K 55                                                                                          |

## Quelle
- Landesvermessungsamt Nordrhein-Westfalen, Kreiskarte Nr. 12: Hochsauerlandkreis